# Abrochia spitzi
Abrochia spitzi är en fjärilsart som beskrevs av Hans Zerny 1931. Abrochia spitzi ingår i släktet Abrochia och familjen björnspinnare. Inga underarter finns listade i Catalogue of Life.